# Bantar Agung (Jampang Tengah)
Bantar Agung is een bestuurslaag in het regentschap Sukabumi van de provincie West-Java, Indonesië. Bantar Agung telt 4573 inwoners (volkstelling 2010).